# Protosphagnales
Protosphagnales, fosilni red mahovnjača u razredu Sphagnopsida. Postoji podjela na četiri porodice.

## Opis
Najstariji fosili Sphagnopsida pripadaju redu Protosphagnales. Ovaj red je nastao jer su se fosili razlikovali od Sphagnuma po tome što su imali manje izražen dimorfizam lisnih stanica, i oba po tome što su imali kostu (srednju žilu) u središtu lišća i naznake bočnih živaca. Ovi znakovi su ono što se može očekivati u primitivnoj morfologiji mahovine, ali se sfagnolozi (stručnjaci za mahovine sphagnum) još uvijek se ne slažu oko ove interpretacije. Nejburg i Fefilova pronašli su stotine dobro očuvanih gametofita u permskim naslagama iz Rusije i svrstali su ih u rodove Junjagia (rani perm), Protosphagnum (kasni perm) i Vorcutannularia (rani i kasni perm).
Fosilni listovi Sphagnophyllites triassicus najstariji su poznati dokaz za mahovine Sphagnales. Ovi listovi iz indijskog trijasa imaju puni dimorfizam stanica i nemaju kosti. Do jure su poznati morfološki moderni fosili Sphagnuma, a javljaju se i brojni zapisi spora.
Osim što su za sobom ostavile vlastite fosile, močvare Sphagnum sačuvale su podatke o drevnim životima drugih organizama. Visoko kisele močvare sprječavaju truljenje materijala kao što su zrnca peludi i biljna vlakna. Stoga pelud koja se taloži u močvarama daje slojevitu evidenciju biljaka koje su rasle u blizini močvare.
Močvare također čuvaju ljudske ostatke, a neke od naših najboljih informacija o životima i kulturi drevnih naroda u sjevernoj Europi potječu iz mumificiranih tijela pronađenih u tresetnim močvarama. Ta tijela pružaju informacije o odjeći, alatima, pa čak i prehrani. Neki od najstarijih nalaza potječu iz kamenog doba, prije nekih 8600 godina; drugi mogu biti stari tek nekoliko stotina godina.

## Porodice
1. Bulbosphagnum Maslova & Ignatov
2. Junjagia Neuburg
3. Protosphagnum Neuburg
4. Vorcutannularia Pogor. ex Neuburg